# فينوبروفين
الفينوبرفين Fenoprofen عقار من مضادات الالتهاب غير الستيروئيدية من مشتقات حمض البروبيونيك.

## التأثيرات الضائرة والمعالجة والتحذيرات
بالإضافة إلى التأثيرات الضائرة للـ NSAIDs بشكل عام ومن أهمها التأثيرات المعدية المعوية التي تكون أكثر قليلاً مما هي عليه في Ibuprofen، يظهر أيضاً عسر التبول والتهاب المثانة وبيلة دموية والتهاب الكلية الخلالي، وقصور كلوي حاد. كما ظهرت المتلازمة الكلائية المسبوقة بحمى وطفح وألم مفصلي وقلة بول ويوريمية وانقطاع البول، بالإضافة إلى إنتان السبيل التنفسي العلوي والتهاب البلعوم الأنفي وتفاعلات كبدية وخيمة متضمنة اليرقان والتهاب الكبد المميت.

### الإرضاع
يتوزع fenoprofen في حليب الثدي بالرغم من أن الكمية المقدرة بحسب الـ BNF صفيرة جداً لتكون ضارة بالرضيع. على العكس، لا توصي معلومات المنتجات المرخصة باستخدامه بما أنه لم يتم إثبات مأمونيته.

### التأثيرات على الدم
تتضمن مايلي: ندرة المحببات، وفقر دم لامصنع، وقلة الصفيحات. وبلّغت معلومات المنتج المرخص عن فقر دم انحلاليّ.

### التأثيرات على الكبد
تطور اليرقان الركودي والتهاب الكبد لدى نساء بعمر 68سنة بعد تلقيهم معالجة بالـ fenoprofen 600ملغ أربع مرات في اليوم لمدو 7 أسابيع. لم يسبب الاستخدام التالي للـ نابروكسين وإندوميتاسين سمية كبدية. ولكن يوجد تقرير عن سمية كبدية متصالبة بين fenoprofen وnaproxen.

### التأثيرات على الجلد
ترافق تقشر الأنسجة المتموتة البشروية التسممي مع fenoprofen.

### الحمل
ينصح معظم المصنعون بتجنب استخدام NSAIDs أثناء الحمل. ينبغي تجنب استخدامها خلال الثلث الثالث من الحمل لانه يترافق مع خطر غلق القنوات الشريانية الجنينية في الرحم وإمكانية حدوث ارتفاع ضغط رئوي مستمر عند حديثي الولادة. بالإضافة إلى تأخير بدء المخاض وتزداد مدته.

## الجرعة المفرطة
ظهرت غيبوبة وتثبيط تنفسي وانخفاض الضغط وحماض استقلابي في المرضى المتناولين fenoprofen بين 24و36 غرام. يستجيب المرضى لغسيل المعدة والفحم النباتي المنشّط والرعاية الداعمة المركّزة.

## التآثرات
ينقص الأسبرين aspirin التراكيز البلازمية للـ fenoprofen.
مضادات الصرع: قد يزيد phenobarbital معدل استقلاب الـ fenoprofen. تقترح معلومات لمنتج المرخص تعديل جرعة fenoprofen المتطلبة عندما يعطى مع فينوباربيتال.

## الحرائك الدوائية
يمنتص بسرعة من السبيل المعدي المعوي، توافره الحيوي 85% لكن ينقص الطعام والحليب من معدل الامتصاص ومجاله. يظهر التركيز البلازمي الأعظمي خلال 1-2 ساعة بعد إعطاء الجرعة. ويملك عمر نصفي بلازمي حوالي 3 ساعات. يرتبط ببروتينات البلازما 99%. يطرع حوالي 90% من الجرعة في البول خلال 24 ساعة بالشكل المقترن غلوكورونيد وغلوكورونيد fenoprofen المضاف له هيدرركسيل. ويتوزع fenoprofen في حليب الثدي.

## الاستخدامات والإعطاء
يعد أقل فعالية كمضاد للالتهاب من إيبوبروفين وindomethacin وكيتوبروفين وnaproxen، أما كمثبط للاصطناع الحيوي للبروستاغلاندين فهو أقل فعالية من indomethacin وأقوى من aspirin ومعادلاً لـ ibuprofen، وله خواص خافضة للحرارة ومسكنة للألم.
يستخدم في تدبير الألم الخفيف إلى المعتدلول تفريج الألم والالتهاب المترافق مع الفصال العظمي والتهاب المفاصل الروماتويدي والتهاب الفقار المقسّطankylosing spondylitis.
يعطى بشكل ملح كالسيوم بالرغم من أن الجرعات يعبر عنها على حساب الأساس حيث إنّ fenoprofen calcium 1.2 غ تكافئ حوالي 1غ fenoprofen. تكافئ الجرعة الفموية الاعتيادية 300-600 ملغ من fenoprofen ثلاث أو أربع مرات يومياً وتعدل تبعاً للاستجابة. في USA، يوصى بجرعات منخفضة 200ملغ كل 4 إلى 6ساعات للألم الخفيف إلى المعتدل. ولا ينبغي تجاوز الجرعة العظمى اليومية 3غ (UK)أو 3.2غ (USA).